# Carl Rahm

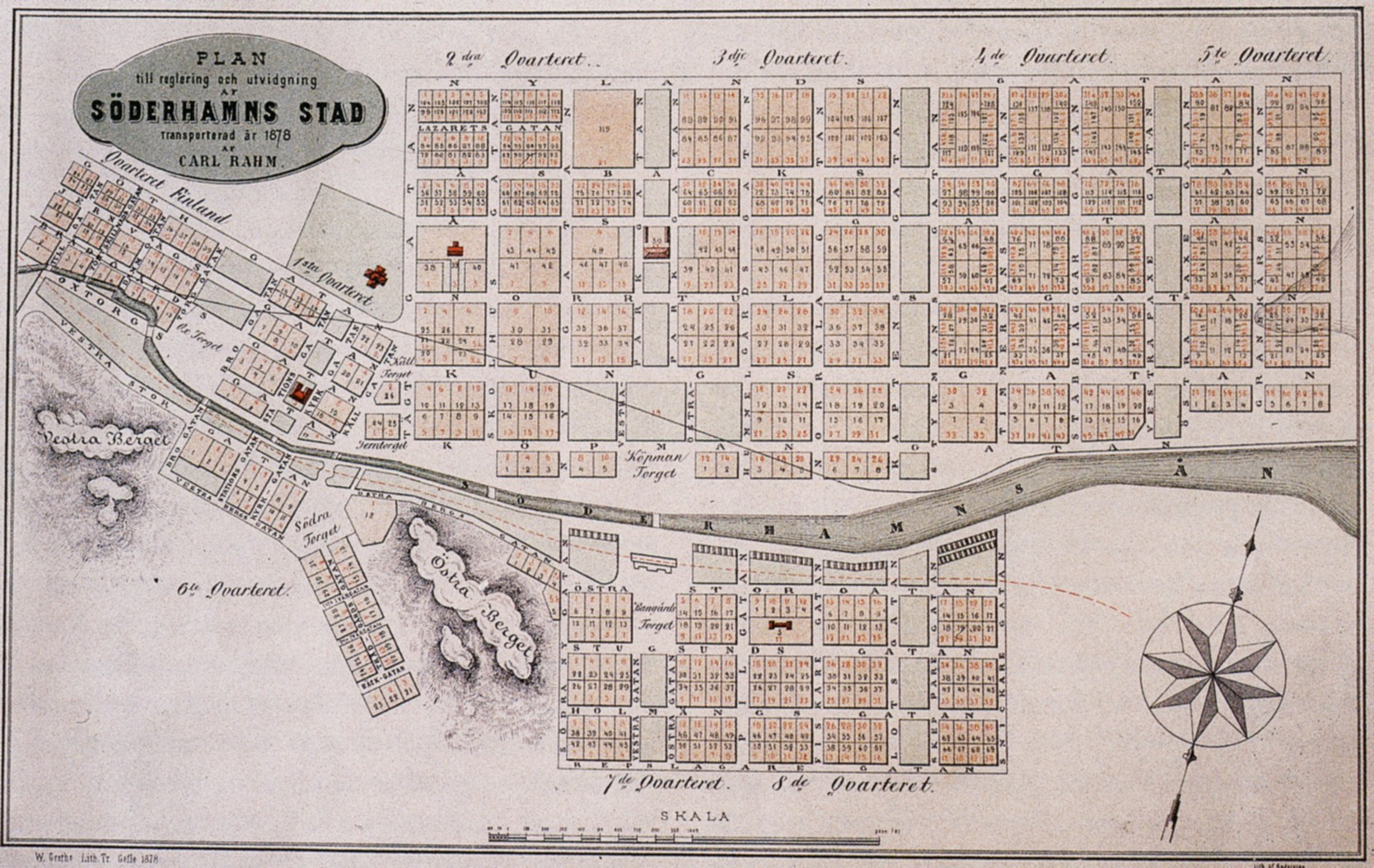
Plan till reglering och utvidgning af Söderhamns stad transporterad år 1878 af Carl Rahm.

Carl Bernhard Rahm, född 1852 i Gävle, död 1894 i Rio de Janeiro, var en svensk ingenjör.
Rahm, som var son till grosshandlaren Carl Rahm, studerade vid Teknologiska institutet i Stockholm. Han var först anställd vid byggnadskontoret i Gävle stad och därefter som biträde åt stadsingenjören i Söderhamns stad, tillförordnad stadsingenjör där under Johan August Bergstedts tjänstledighet  och som tillförordnad stadsingenjör i Sundsvalls stad. År 1881 reste Rahm till Afrika, men fortsatte snart till Panamanäset, där han anställdes som ingenjör vid fransmannen Ferdinand de Lesseps kanalbolag. 
Rahm företog en resa till Sverige 1886, då han bland annat återvände till sin födelsestad, och åter till hemlandet 1889 för att kurera sin malaria. Han återvände därefter inte till Panamanäset då kanalbolaget upplösts, men reste på hösten 1890 till Buenos Aires, varifrån han på grund av det där pågående inbördeskriget fortsatte till Rio de Janeiro, där han var verksam som ingenjör vid olika järnvägsbyggnader. Han avled till följd av en genom olyckshändelse ådragen bröstsjukdom.